# Action (álbum)
Action é o décimo sexto álbum da banda japonesa de hard rock B'z, lançado em 5 de dezembro de 2007 pela Vermillion Records. Vendeu 292.687 cópias na primeira semana, chegando à 1ª colocação da Oricon. No total, vendeu 416.695 cópias. De acordo com a Oricon, foi o 36° álbum mais vendido em 2007 e o 76° mais vendido em 2008 no Japão.

## Faixas
Todas as letras escritas por Koshi Inaba, todas as músicas compostas por Tak Matsumoto.
| N.º            | Título                                                                                       | Duração |  |
| 1.             | "Junjou Action" (純情Action; Pura Ação)                                                      | 3:05    |  |
| 2.             | "Kuroi Seishun" (黒い青春; A Infância Negra de Alguém)                                       | 3:47    |  |
| 3.             | "Super Love Song" (Super Canção de Amor)                                                     | 3:59    |  |
| 4.             | "Mangetsu yo Terase" (満月よ照らせ; Lua Cheia, Me Ilumine)                                   | 3:59    |  |
| 5.             | "Perfect Life" (パーフェクトライフ)                                                          | 3:38    |  |
| 6.             | "Isshinfuran" (一心不乱; Absorvido)                                                          | 3:25    |  |
| 7.             | "Friction -Lap2-"                                                                            | 3:05    |  |
| 8.             | "One On One"                                                                                 | 4:35    |  |
| 9.             | "Boku ni wa Kimi ga iru" (僕には君がいる; Para Mim Há Você)                                  | 5:53    |  |
| 10.            | "Nanto iu Shiawase" (砂の花びら; Que Felicidade)                                             | 4:59    |  |
| 11.            | "Warui Yume" (わるいゆめ; Sonho Ruim)                                                        | 4:34    |  |
| 12.            | "Hometown Boys' March" (Marcha dos Garotos da Cidade Natal)                                  | 4:26    |  |
| 13.            | "Koubou" (光芒; Raio de Luz)                                                                 | 4:51    |  |
| 14.            | "Travelin' Men no Theme" (トラベリンメンのテーマ; Tema do Homem Viajante)                    | 3:09    |  |
| 15.            | "Ore to Omae no Atarashii Kisetsu" (オレとオマエの新しい季節; A Nova Estação para Eu e Você) | 3:30    |  |
| 16.            | "Eien no Tsubasa" (永遠の翼; Asas Eternas)                                                   | 5:10    |  |
| 17.            | "Buddy" (Camarada)                                                                           | 3:27    |  |
| Duração total: | Duração total:                                                                               | 69:32   |  |

## Ficha técnica
- Koshi Inaba - vocais
- Tak Matsumoto - guitarra